# بيلوفار-كريفاشكا (مقاطعة)
مقاطعة بيلوفار-كريفاشكا (بالكرواتية: Bjelovarsko-križevačka županija، وبالمجرية: Belovár-Körös vármegye)، كانت مقاطعة سابقة ضمن المملكة الكرواتية السلافونية؛ والتي كانت ضمن الجزء المجري ضمن الإمبراطورية النمساوية المجرية.